# River Romesdal
River Romesdal är ett vattendrag i Storbritannien.   Det ligger i kommunen Highland och riksdelen Skottland, i den nordvästra delen av landet, 800 km nordväst om huvudstaden London. River Romesdal ligger på ön Isle of Skye.